# Rodrigo de Holanda
Rodrigo de Holanda (Diriksen) war ein in Spanien tätiger niederländischer Maler des 16. Jahrhunderts. Er war Hofmaler unter Philipp II. und Philipp III. von Spanien und ist unter anderem als Schlachtenmaler hervorgetreten. Rodrigo de Holanda nahm unter anderem an der Ausgestaltung von El Escorial teil. Ansonsten ist über ihn wenig bekannt. 1591 erhielt er eine königliche Ehrengabe von 100 Dukaten für geleistete Dienste und 1596 eine weitere in gleicher Höhe, weil er sich in einer Notlage befand. Sein (auch als Reproduktion) bekanntestes Bild behandelt die Schlacht von Nimwegen (1585).

## Weblink
- Bildbeispiel

| Personendaten    | Personendaten                        |
| ---------------- | ------------------------------------ |
| NAME             | Holanda, Rodrigo de                  |
| KURZBESCHREIBUNG | niederländischer Maler               |
| GEBURTSDATUM     | 16. Jahrhundert                      |
| STERBEDATUM      | 16. Jahrhundert oder 17. Jahrhundert |